# Kathleen Morris

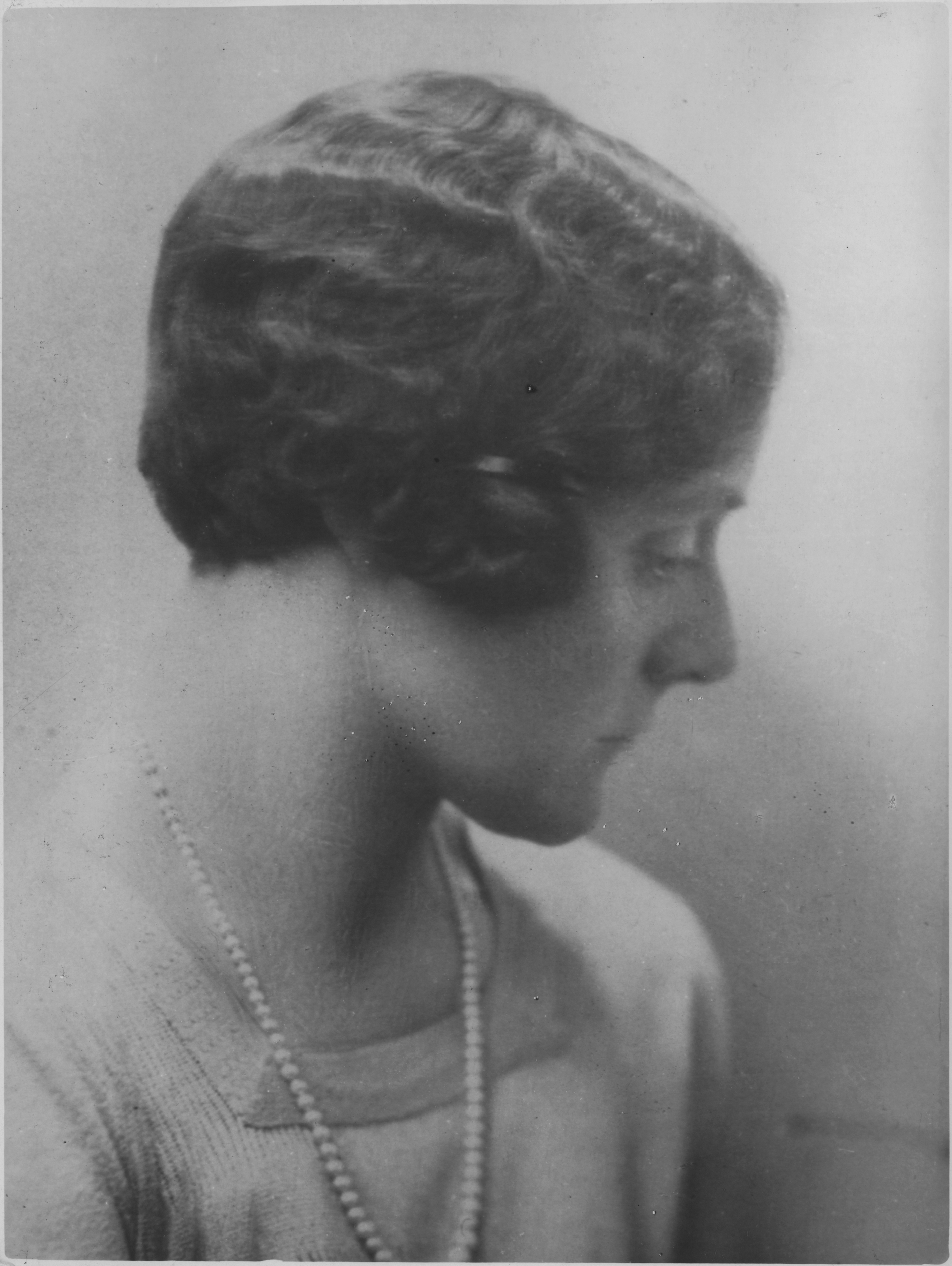
Kathleen Morris, 1930.

Kathleen Moir Morris (* 2. Dezember 1893 in Montréal, Québec; † 20. Dezember 1986 in Rawdon, Québec) war eine kanadische Malerin, die vor allem für ihre Darstellungen städtischer und ländlicher Szenen in Québec bekannt ist.

## Leben
Kathleen Morris wurde als viertes Kind und einzige Tochter von Montague John Morris und Eliza Howard Bell geboren. Sie studierte von 1907 bis 1917 an der Art Association of Montreal bei William Brymner und nahm an Freilichtmalkursen bei Maurice Cullen teil. Ab 1914, dem Todesjahr ihres Vaters, stellte sie in der Royal Canadian Academy of Arts und in der Art Association of Montreal aus.
Anfang der 1920er Jahre wurde sie Mitglied der Beaver Hall Group und stellte ab 1921 mit der Ontario Society of Artists aus. 1922 zog sie mit ihrer Mutter nach Ottawa, kehrte aber 1929 nach Montreal zurück, wo sie den Rest ihres Lebens verbrachte. Im selben Jahr wird sie Mitglied der Royal Canadian Academy of Arts. 
1923 würdigte die Montrealer Zeitung La Presse, ihr Werk. Der kanadische Schriftsteller Albert Laberge bezeichnete ihr Werk als äußerst interessant. 1928 wurde eines ihrer Gemälde in der Torontoer Zeitung The Evening Telegram unter dem Titel Canadian Art Reaches Peak at R.C.A. Show abgebildet. 1980 wählte die kanadische Post ihr Gemälde "McGill Cab Stand von 1927 für eine Serie von Weihnachtsbriefmarken aus. 
Kathleen Morris litt an Zerebralparese, die sie zwar körperlich behinderte, ihre Lebensfreude jedoch nicht schmälerte. Sie blieb unverheiratet und lebte nach dem Tod ihrer Mutter 1948 bei ihrem Bruder Harold. 1978 erlitt sie einen Schlaganfall, der sie daran hinderte, weiter zu malen. Sie starb im Alter von 93 Jahren in Rawdon, Quebec. 

## Werk
Kathleen Morris spezialisierte sich auf Szenen aus dem städtischen und vorindustriellen ländlichen Québec. In ihren Skizzen vereinfachte sie die Formen und trug die Farben in kräftigen, dicken Flächen auf. Ihre Sujets spiegeln ihre Verbundenheit mit ihrer Umgebung und eine Wertschätzung des einfachen Lebens wider. Sie fühlte sich stark von der Tierwelt angezogen und verbrachte jeden Sommer zwei Monate in Marshall's Bay bei Arnprior, Ontario, wo sie Felder, Sonnenuntergänge, Kühe und Schafe malte. 
Ihr Stil wurde mit dem der französischen Künstlergruppe Nabis verglichen, die von Paul Gauguins expressiven Farben beeinflusst war. Kathleen Morris interpretierte ihre Umgebung intuitiv, wobei die Farbe eine wichtigere Rolle spielte als die Form. Ihre Werke zeichnen sich durch persönlichen und künstlerischen Mut aus und wurden als nostalgische Erinnerungen an vergangene Zeiten beschrieben. 